# 上川原町 (昭島市)
上川原町（じょうがわらちょう）は、東京都昭島市の町名。現行行政地名は上川原町一丁目から上川原町三丁目。住居表示実施済み区域。

## 地理
昭島市の中央部に位置し、東に宮沢町、南に大神町、西に田中町、北西に松原町、北東に昭和町と接している。

### 地価
住宅地の地価は、2025年（令和7年）1月1日の公示地価によれば、上川原町1-20-5の地点で19万7000円/m2となっている。

## 世帯数と人口
2025年（令和7年）6月1日現在（昭島市発表）の世帯数と人口は以下の通りである。
| 丁目           | 世帯数    | 人口    |
| -------------- | --------- | ------- |
| 上川原町一丁目 | 477世帯   | 986人   |
| 上川原町二丁目 | 683世帯   | 1,224人 |
| 上川原町三丁目 | 490世帯   | 942人   |
| 計             | 1,650世帯 | 3,152人 |

### 人口の変遷
国勢調査による人口の推移。
| 年                 | 人口  |
| ------------------ | ----- |
| 1995年（平成7年）  | 3,377 |
| 2000年（平成12年） | 3,435 |
| 2005年（平成17年） | 3,204 |
| 2010年（平成22年） | 3,106 |
| 2015年（平成27年） | 3,012 |
| 2020年（令和2年）  | 3,145 |

### 世帯数の変遷
国勢調査による世帯数の推移。
| 年                 | 世帯数 |
| ------------------ | ------ |
| 1995年（平成7年）  | 1,302  |
| 2000年（平成12年） | 1,428  |
| 2005年（平成17年） | 1,389  |
| 2010年（平成22年） | 1,394  |
| 2015年（平成27年） | 1,400  |
| 2020年（令和2年）  | 1,537  |

## 学区
市立小・中学校に通う場合、学区は以下の通りとなる（2024年8月時点）。
| 丁目           | 番・番地等                               | 小学校             | 中学校             |
| -------------- | ---------------------------------------- | ------------------ | ------------------ |
| 上川原町一丁目 | 25番                                     | 昭島市立成隣小学校 | 昭島市立清泉中学校 |
| 上川原町一丁目 | 1〜24番                                  | 昭島市立光華小学校 | 昭島市立清泉中学校 |
| 上川原町二丁目 | 全域                                     | 昭島市立光華小学校 | 昭島市立清泉中学校 |
| 上川原町三丁目 | 1〜4番 5番1号 14番1〜10号 15番1・2号     | 昭島市立光華小学校 | 昭島市立清泉中学校 |
| 上川原町三丁目 | 5番2〜22号 14番11〜28号 15番3〜25号 16番 | 昭島市立成隣小学校 | 昭島市立清泉中学校 |

## 事業所
2021年（令和3年）現在の経済センサス調査による事業所数と従業員数は以下の通りである。
| 丁目           | 事業所数 | 従業員数 |
| -------------- | -------- | -------- |
| 上川原町一丁目 | 13事業所 | 373人    |
| 上川原町二丁目 | 30事業所 | 160人    |
| 上川原町三丁目 | 9事業所  | 57人     |
| 計             | 52事業所 | 590人    |

### 事業者数の変遷
経済センサスによる事業所数の推移。
| 年                 | 事業者数 |
| ------------------ | -------- |
| 2016年（平成28年） | 60       |
| 2021年（令和3年）  | 52       |

### 従業員数の変遷
経済センサスによる従業員数の推移。
| 年                 | 従業員数 |
| ------------------ | -------- |
| 2016年（平成28年） | 319      |
| 2021年（令和3年）  | 590      |

## 施設
- 昭島警察署
- 龍田寺

## その他

### 日本郵便
- 郵便番号 : 196-0011[2]（集配局 : 昭島郵便局[14]）。